# Municipio de Washington (condado de Tazewell)
El municipio de Washington (en inglés: Washington Township) es un municipio ubicado en el condado de Tazewell en el estado estadounidense de Illinois. En el año 2010 tenía una población de 23604 habitantes y una densidad poblacional de 166,1 personas por km².

## Geografía
El municipio de Washington se encuentra ubicado en las coordenadas 40°42′15″N 89°25′4″O / 40.70417, -89.41778. Según la Oficina del Censo de los Estados Unidos, el municipio tiene una superficie total de 142.1 km², de la cual 142.07 km² corresponden a tierra firme y (0.02%) 0.03 km² es agua.

## Demografía
Según el censo de 2010, había 23604 personas residiendo en el municipio de Washington. La densidad de población era de 166,1 hab./km². De los 23604 habitantes, el municipio de Washington estaba compuesto por el 96.48% blancos, el 0.57% eran afroamericanos, el 0.11% eran amerindios, el 0.98% eran asiáticos, el 0.03% eran isleños del Pacífico, el 0.39% eran de otras razas y el 1.43% pertenecían a dos o más razas. Del total de la población el 1.75% eran hispanos o latinos de cualquier raza.